# Färöischer Fußballpokal der Frauen 2000
Der Färöische Fußballpokal der Frauen 2000 fand zwischen dem 2. April und 2. Juli 2000 statt und wurde zum elften Mal ausgespielt. Im Endspiel, welches im Gundadalur-Stadion in Tórshavn auf Kunstrasen ausgetragen wurde, siegte KÍ Klaksvík mit 2:0 gegen Titelverteidiger HB Tórshavn.
KÍ Klaksvík und HB Tórshavn belegten in der Meisterschaft die Plätze eins und drei, dadurch erreichte KÍ Klaksvík das Double. Für KÍ Klaksvík war es der erste Sieg bei der vierten Finalteilnahme, für HB Tórshavn die zweite Niederlage bei der sechsten Finalteilnahme.

## Teilnehmer
Teilnahmeberechtigt waren folgende elf A-Mannschaften der ersten Liga:
| 1. Deild |
| AB Argir B36 Tórshavn B71 Sandur EB/Streymur GÍ Gøta HB Tórshavn KÍ Klaksvík NSÍ Runavík SÍ Sumba Skála ÍF VB Vágur |

## Modus
Die vier besten Mannschaften der 1. Deild 1999 sowie Aufsteiger NSÍ Runavík waren für das Viertelfinale gesetzt. Die verbliebenen Mannschaften spielten in einer Runde die restlichen drei Teilnehmer aus. Alle Runden wurden im K.-o.-System ausgetragen.

## 1. Runde
Die Partien der 1. Runde fanden zwischen dem 5. und 18. April statt.
|          | Ergebnis      |             |
| -------- | ------------- | ----------- |
| SÍ Sumba | 1w/o 1        | EB/Streymur |
| AB Argir | 210:4 (5:2) 2 | Skála ÍF    |
| GÍ Gøta  | 33:1 (0:0) 3  | B71 Sandur  |

## Viertelfinale
Die Viertelfinalpartien fanden zwischen dem 8. und 22. April statt.
|              | Ergebnis      |             |
| ------------ | ------------- | ----------- |
| B36 Tórshavn | 111:0 (5:0) 1 | SÍ Sumba    |
| HB Tórshavn  | 4:1 (0:0)     | NSÍ Runavík |
| VB Vágur     | 11:0 (7:0)    | AB Argir    |
| KÍ Klaksvík  | 26:1 (3:1) 2  | GÍ Gøta     |

## Halbfinale
Die Hinspiele im Halbfinale fanden am 15. April und 10. Mai statt, die Rückspiele am 28. Mai und 21. Juni.
|              | Gesamt |             | Hinspiel     | Rückspiel    |
| ------------ | ------ | ----------- | ------------ | ------------ |
| HB Tórshavn  | 4:3    | VB Vágur    | 14:0 (4:0) 1 | 20:3 (0:1) 2 |
| B36 Tórshavn | 3:5    | KÍ Klaksvík | 33:4 (1:1) 3 | 40:1 (0:0) 4 |

## Finale
Das Spiel sollte ursprünglich am 1. Juli ausgetragen werden, wurde jedoch auf den 2. Juli verschoben.
| Paarung        | HB Tórshavn – KÍ Klaksvík |
| Ergebnis       | 0:2 (0:1) |
| Datum          | 2. Juli 2000 |
| Stadion        | Gundadalur, Tórshavn |
| Schiedsrichter | Kim Ejdesgaard (Tórshavn) |
| Tore           | 0:1 Una Olsen (35.) 0:2 Rannvá B. Andreasen (85.) |
| HB Tórshavn    | Annika Hansen – Brynhild Absalonsen, Eyðvør Thomsen (77. Heidi Neshamar), Fríða Petersen, Silja á Borg Færø – Maria Schantz Johnsson, Annika Godtfred, Eydna Skaale – Eyðfríð Kristiansen, Eyðvør úr Dímun – Lotte K. O. Sørensen                   |
| KÍ Klaksvík    | Paula Sjóstein – Jensa Sirdal, Ragna B. Patawary , Annelisa Justesen, Paula Mikkelsen – Bára S. Klakstein (85. Margit Gaard Joensen), Vivian Bjartalíð, Una Olsen, Elsa Maria Simonsen – Rannvá B. Andreasen, Malena Josephsen (35. Mariann Maslyk) |
| Gelbe Karten   | Silja á Borg Færø – Ragna B. Patawary |

## Torschützenliste
Bei gleicher Anzahl von Treffern sind die Spielerinnen nach dem Nachnamen alphabetisch geordnet.
| Platz | Spieler                 | Verein       | Tore |
| ----- | ----------------------- | ------------ | ---- |
| 1     | Rannvá B. Andreasen     | KÍ Klaksvík  | 08   |
| 2     | Halltóra Joensen        | VB Vágur     | 06   |
| 3     | Elin Kathrina Haraldsen | AB Argir     | 04   |
| 3     | Sólvá Joensen           | B36 Tórshavn | 04   |
| 3     | Sunfríð Simonsen        | B36 Tórshavn | 04   |
| 6     | Anja Joensen            | VB Vágur     | 03   |
| 6     | Annika Godtfred         | HB Tórshavn  | 03   |
| 6     | Malena Josephsen        | KÍ Klaksvík  | 03   |
| 6     | Vivian Unadóttir        | HB Tórshavn  | 03   |
| 10    | Beinta D. Bærentsen     | AB Argir     | 02   |
| 10    | Elin Katrina Jacobsen   | Skála ÍF     | 02   |
| 10    | Eyðfríð Kristiansen     | HB Tórshavn  | 02   |
| 10    | Guðrun í Lágabø         | VB Vágur     | 02   |
| 10    | Annika Poulsen          | VB Vágur     | 02   |